# Caloundra
Caloundra est une ville australienne située dans la zone d'administration locale de la Sunshine Coast, dont elle est le siège, au Queensland.

## Géographie
Caloundra, située sur la mer de Corail à 90 km au nord de Brisbane, est connue pour ses plages de sable fin, son climat subtropical, son style de vie décontracté à l'australienne et pour être la plus grande ville de la Sunshine Coast.
Caloundra possède un aéroport (code AITA : CUD).
À proximité des plages, la région est très prisée des touristes. Plusieurs hôtels et chambres d’hôtes sont aménagés pour les accueillir.

## Histoire
En 1875, Robert Bulcock, un immigrant anglais, achète 112 hectares de terrain dans la région.
Une ville est dessinée dans les années 1870 et les ventes de terrains commencent en 1883.

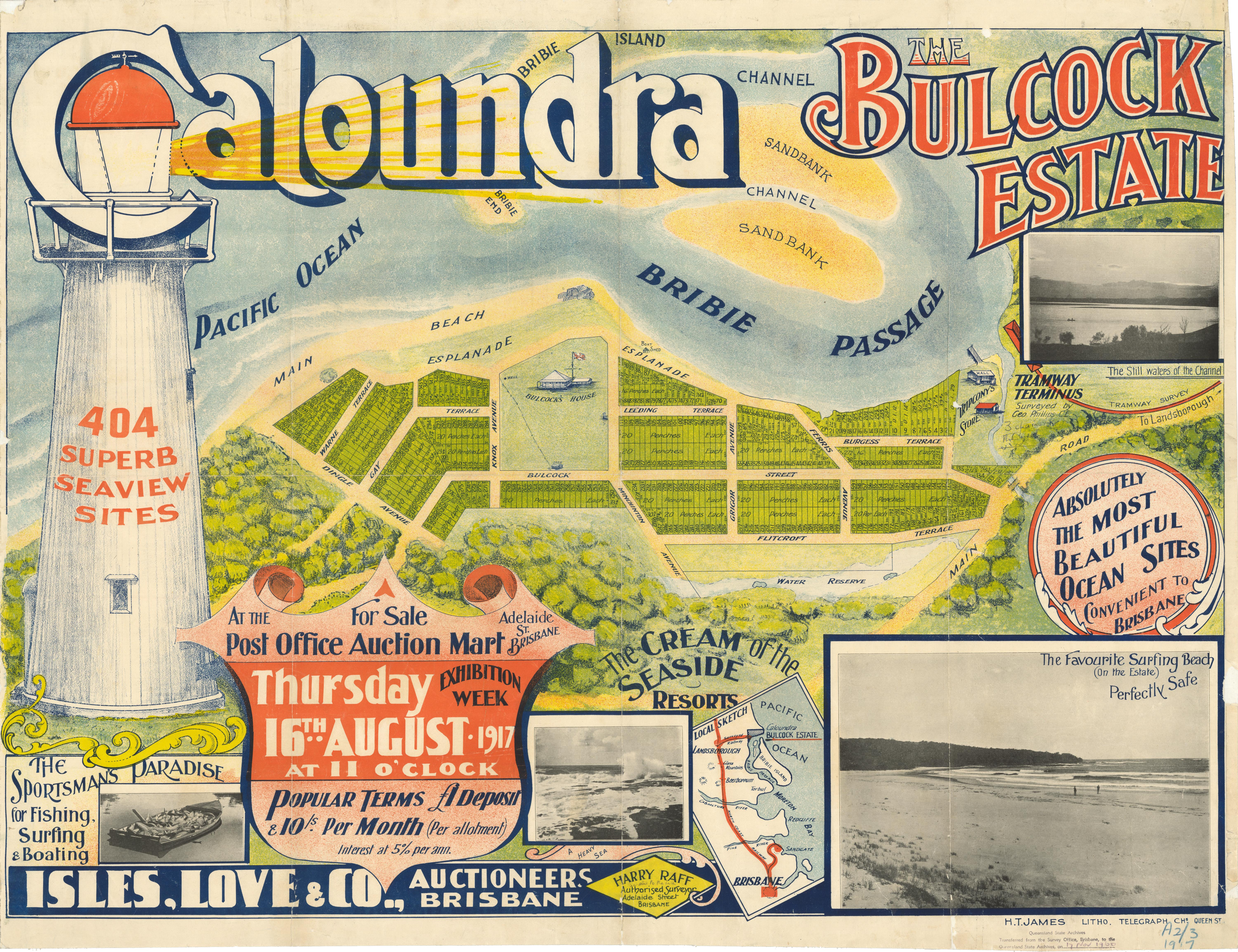
Subdivision immobilière de Bulcock Beach, 1917.

En 1912, Caloundra est érigée en municipalité. En 1917, le fils de Bulcock, Robert Bulcock Jr, conseiller municipal de la ville de Caloundra, divise une partie du terrain en 404 lots. Cette région est connue sous le nom de Bulcock Beach.
En 1933, Caloundra compte 271 habitants.
L'Association des femmes du Queensland à Caloundra a été créée en juillet 1937,.
Pendant la Seconde Guerre mondiale, la région devient un élément clé de la défense australienne en raison de sa zone côtière. Des stations de radar et des postes de mitrailleuses sont mis en place. Les forces armées australiennes et américaines s'installent dans la région.
À partir du début des années 1950, Caloundra connait un essor en matière de développement et de population.
Miriam Westaway est la première femme conseillère municipale entre 1961 et 1973. Elle fut l'un des premiers enseignants de la Caloundra State School et a été active dans des groupes communautaires tels que la RSL Women's Auxiliary, une fondatrice de Queensland Country Women's Association et de la branche locale de la Croix-Rouge.
En 1968, le comté de Landsborough est supprimé et fusionne avec Caloundra. Le 15 mars 2008, la ville de Caloundra fusionne avec les comtés de Maroochy et de Noosa pour former la zone d'administration locale de la Sunshine Coast.

## Démographie

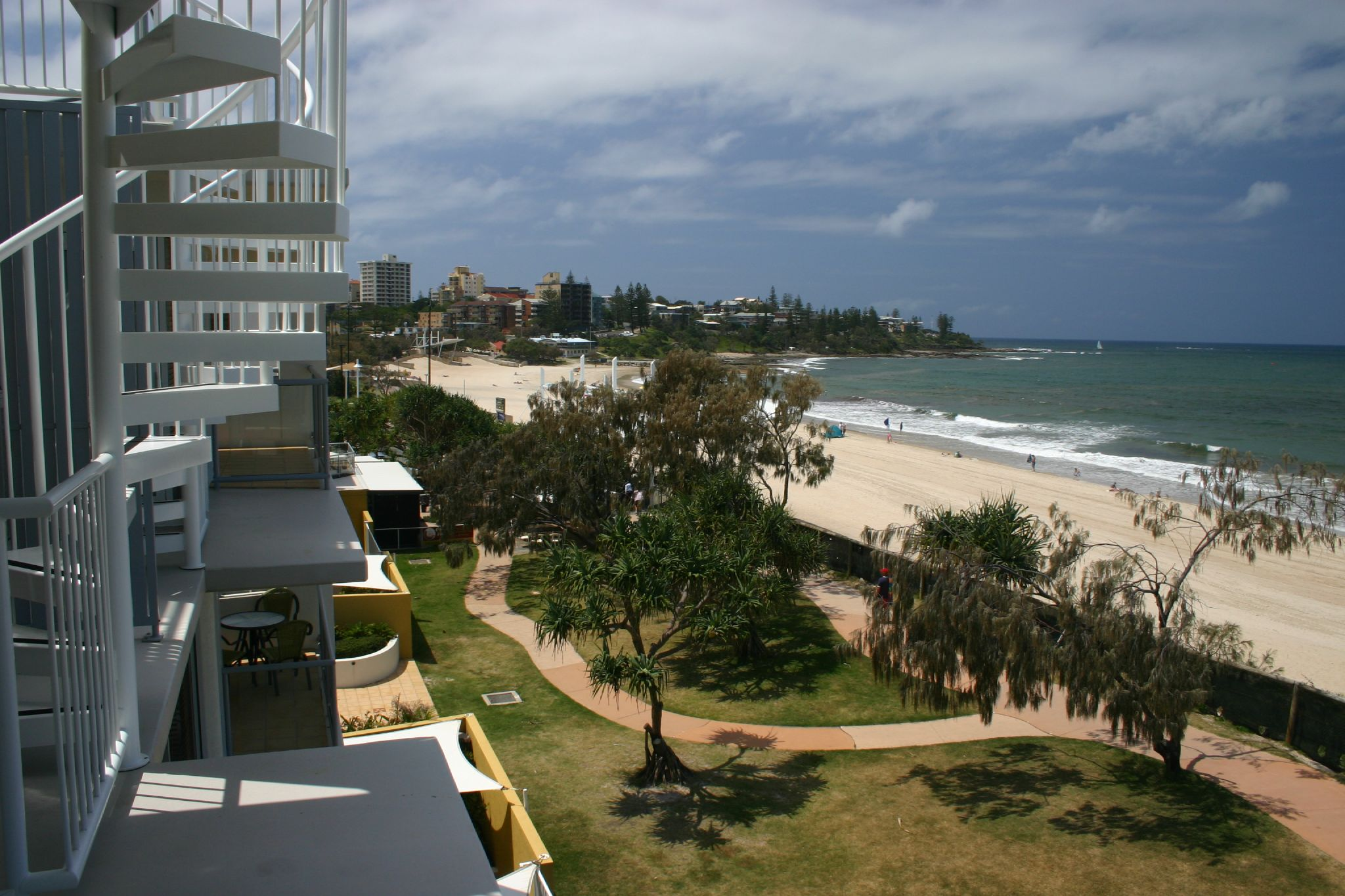
Appartements sur King's Beach, une des plages de Caloundra.

Pour le centre urbain de Caloundra les recensements datent de 1933.
Depuis le recensement de 2001, ils concernent les sections statistiques de Caloundra Nord et de Caloundra Sud. La baisse entre 1981 et 1986 reflète un ajustement de la limite avec le centre urbain de Kawana Waters.
| 1933 | 1947  | 1954  | 1961  | 1966  | 1971  | 1976   | 1981   | 1986   |
| ---- | ----- | ----- | ----- | ----- | ----- | ------ | ------ | ------ |
| 271  | 1 718 | 2 124 | 2 807 | 3 657 | 6 150 | 10 602 | 16 758 | 16 215 |

| 1991   | 1996   | 2001   | 2006   | 2011   | 2016   | 2021   | - | - |
| ------ | ------ | ------ | ------ | ------ | ------ | ------ | - | - |
| 22 959 | 29 096 | 34 879 | 41 293 | 47 762 | 51 095 | 56 213 | - | - |